# Chloe Rogers
Chloe Rogers, född den 30 mars 1985 i Harlow, Storbritannien, är en brittisk landhockeyspelare.
Hon tog OS-brons i damernas landhockeyturnering i samband med de olympiska landhockeytävlingarna 2012 i London.